# Kotakan (Karanganyar)
Kotakan is een bestuurslaag in het regentschap Demak van de provincie Midden-Java, Indonesië. Kotakan telt 3511 inwoners (volkstelling 2010).